# Venezillo flavescens
Venezillo flavescens là một loài chân đều trong họ Armadillidae. Loài này được Brandt miêu tả khoa học năm 1833.